# Tome-Adelino, Novi Meksiko
Tome-Adelino je bivše popisom određeno mjesto u okrugu Valenciji u američkoj saveznoj državi Novom Meksiku. Prema popisu stanovništva SAD 2000. ovdje je živjelo 2 211 stanovnika. 
Na popisu 2010., ovo je naselje podijeljeno na dva popisom određena mjesta, Tome i Adelino.
Dio je albuquerqueanskog metropolitanskog statističkog područja.

## Zemljopis
Nalazi se na 34°43′44″N 106°43′11″W / 34.72889°N 106.71972°W (34.728771, -106.719736). Prema Uredu SAD-a za popis stanovništva, zauzima 15,7 km2 površine, sve suhozemne.

## Stanovništvo
Prema podatcima popisa 2000. u Tome-Adelinu je bilo 2 211 stanovnika, 780 kućanstava od čega 614 obiteljskih, a stanovništvo po rasi bili su 62,4% bijelci, 0,3% "crnci ili afroamerikanci", 1,3% "američki Indijanci i aljaskanski domorodci", 0,2% Azijci, 31,1% ostalih rasa, 4,6% dviju ili više rasa. Hispanoamerikanaca i Latinoamerikanaca svih rasa bilo je 63,4%.